# 糜夫人

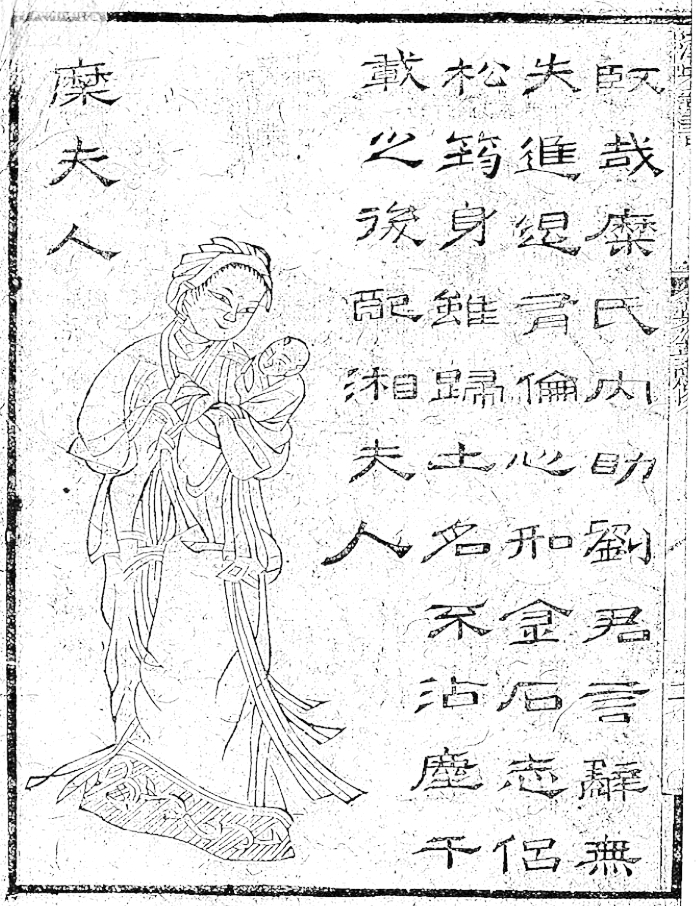
糜夫人

糜 夫人（び ふじん、生没年不詳）は、中国後漢末期の人物。三国時代における劉備（蜀）が即位前に娶った正室の一人（生別した）。徐州東海郡朐県（現在の江蘇省連雲港市東海県）の出身。兄は糜竺・糜芳。

## 生涯
糜竺の一家は資産家で、小作人を一万人抱えていたという。
196年、劉備が徐州牧の頃、袁術との戦闘で出払っている隙に呂布が下邳に攻め入り、これを占領した。劉備の妻子は呂布軍に奪われた。この時、糜竺は劉備を援助するため、多額の金銭や二千人の小作人とともに、自分の妹を劉備の妻として贈った。この贈られた妹が糜夫人である。しかし2年後、家族は再び捕虜にされた。
呂布亡き後、劉備は家族を再び取得した。しかし翌年、劉備が曹操と争うようになると、曹操は下邳に攻め込み、関羽とともに劉備の妻子を捕虜にした。この妻子の中に糜夫人も含まれていたと思われる。また劉備は荊州にいた時、正室ができたが、この正室は長坂の戦いで置き去りにされて、糜夫人と同じ消息不明になった。

## 三国志演義における糜夫人
小説三国志演義においても、正史と同様に糜竺の妹として劉備の妻となる。劉備と曹操が敵対した際、曹操の侵攻により正史同様捕らわれの身となるが、以降は正史と異なり、捕らわれていた関羽が曹操の元を辞するに従い、共に離れている。その後は関羽や劉備らに同行し、劉備が荊州の劉表の元に身を寄せたことで、これに従っている。
劉備とその一団は劉表から新野城（現在の河南省南陽市新野県）を与えられその地に居住する。劉表の死後、曹操が荊州へ侵攻する懸念が高まると、新野を捨て襄陽（現在の湖北省襄陽市襄州区）、次いで江陵（現在の湖北省荊州市荊州区）へと落ち延びていく。
しかし、長坂に差し掛かったころ曹操軍に追い付かれてしまう。混乱した戦場の中で、糜夫人は幼い阿斗（後の劉禅）とともに劉備と離れ離れになる。見かねた趙雲が捜索救助に奔走し、糜夫人と阿斗を発見するに至る。だが既に、糜夫人は左腿を槍で突かれ負傷していた。足手まといになりたくないと、阿斗を趙雲に託し、井戸に身を投げ自ら命を絶ってしまう。